# Куц, Феофан Дмитриевич
Феофан Дмитриевич Куц (28 сентября 1921 года, Киев — 13 августа 2015 года, Киев) — мастер производственного обучения городского профессионально-технического училища № 7, Киев. Герой Социалистического Труда (1971).

## Биография
С 1938 года трудился учеником на Киевском авиационном заводе № 43 (сегодня — «„Авиационный научно-технический комплекс им. О. К. Антонова“ — серийный завод „АНТОНОВ“»). После начала Великой Отечественной войны вместе с заводом эвакуировался в Новосибирск. Трудился мастером, бригадиром слесарей на сборке истребителей «Як».
В 1946 году возвратился в Киев и стал работать мастером производственного обучения в школе фабрично-заводского обучения № 34 при заводе № 83, позднее — в Киевском ремесленном училище (позднее — ПТУ № 7), которое готовило рабочие кадры для авиационного завода. В 1962 году окончил заочное отделение машиностроительного техникума. Подготовил около тысячи профессиональных рабочих.
Указом Президиума Верховного Совета СССР от 20 июля 1971 года «за большие успехи, достигнутые в выполнении заданий пятилетнего плана по подготовке квалифицированных рабочих для народного хозяйства» удостоен звания Героя Социалистического Труда с вручением ордена Ленина и золотой медали «Серп и Молот».
Преподавал в ПТУ и после выхода на пенсию. Проживал в Киеве.
Скончался в 2015 году. Похоронен на киевском кладбище «Берковцы».
Награды
- Герой Социалистического Труда
- Орден Ленина — дважды (30.09.1965; 1971)
- Заслуженный мастер профессионально-технического образования Украинской ССР.